# Impliciete functie
In de analyse, een deelgebied van de wiskunde, is een impliciete functie een functie, waarin enkel een gezamenlijke eis wordt opgelegd aan twee of meerdere variabelen, zonder dat het daarbij steeds mogelijk is, een als afhankelijke variabele gekozen variabele "expliciet" in termen van de andere, de onafhankelijke variabelen te schrijven. Het expliciet geven van een functie {\displaystyle f} betekent dat men voorziet in een voorschrift voor hoe de output-waarde van de functie {\displaystyle y} wordt bepaald in termen van de input-waarden voor {\displaystyle x:}
{\displaystyle y=f(x)}
In contrast hiermee is een functie impliciet als de waarde van {\displaystyle y} uit {\displaystyle x} wordt verkregen door het oplossen van een vergelijking van de vorm:
{\displaystyle f(x,y)=0}
Dat wil zeggen: de ene variabele of de andere mag de andere bepalen, men beschikt echter niet over een expliciete formule voor de ene variabele in termen van de andere variabele. De impliciete functie kan ontstaan als de niveauverzameling van een expliciete functie in twee variabelen, {\displaystyle z=f(x,y)} waarvan men de oplossing op een constant niveau {\displaystyle z_{0}} beschouwt.

## Naamgeving
Een impliciete functie van de algemene vorm:
{\displaystyle f(x,y)=0}
heet een impliciete functie van één veranderlijke. Van de twee veranderlijken kan er echter maar één vrij gekozen worden. De andere variabele ligt dan vast, hoewel nog meerdere waarden mogelijk zijn. Men telt dus enkel het aantal mogelijke onafhankelijke variabelen.
Een voorbeeld is een cirkel met straal {\displaystyle R}:
{\displaystyle x^{2}+y^{2}=R^{2}}
Indien voor {\displaystyle x} een waarde in het interval {\displaystyle (-R,R)} gekozen wordt, zijn er voor {\displaystyle y} nog twee mogelijk waarden. Deze impliciete functie kan dus niet expliciet geschreven worden.
Een impliciete functie van de algemene vorm :
{\displaystyle f(x,y,z)=0}
heet een impliciete functie van twee veranderlijken. Van de drie veranderlijken kunnen er immers twee vrij gekozen worden.
Een voorbeeld is een boloppervlak met straal {\displaystyle R}:
{\displaystyle x^{2}+y^{2}+z^{2}=R^{2}}

## Afgeleide van een impliciete functie
Bij een impliciete functie kan men gelijk welke van de variabelen afleiden naar gelijk welk van de anderen. Men kiest daarbij dus een van variabelen als afhankelijk en gaat die afleiden naar de andere aanwezige variabele(n) die als onafhankelijk beschouwd wordt (worden).

### Via de differentiaal
Door de impliciete functie :
{\displaystyle f(x,y)=0}
te differentiëren krijgt men de differentiaal:
{\displaystyle {\frac {\partial f}{\partial x}}\,\mathrm {d} x+{\frac {\partial f}{\partial y}}\,\mathrm {d} y=0}
Hieruit kan naar keuze de partiële afgeleide van {\displaystyle y} naar {\displaystyle x,} of van {\displaystyle x} naar {\displaystyle y} verkregen worden. Het is belangrijk te weten dat de klassieke betekenis van de afgeleide, als richtingscoëfficiënt van de raaklijn, ook voor deze impliciete functie nog steeds geldig is (zie voorbeeld).
{\displaystyle {\frac {\mathrm {d} y}{\mathrm {d} x}}=-{\frac {\partial f/\partial x}{\partial f/\partial y}}}
{\displaystyle {\frac {\mathrm {d} x}{\mathrm {d} y}}=-{\frac {\partial f/\partial y}{\partial f/\partial x}}}
Voorbeeld
Voor de cirkel:
{\displaystyle x^{2}+y^{2}=8}
vindt men op deze manier:
{\displaystyle {\frac {\mathrm {d} y}{\mathrm {d} x}}=-{\frac {x}{y}}}
Kiest men bijvoorbeeld het punt (2,2) dat zich op een hoek van 45° op deze cirkel bevindt, dan wordt de waarde van de afgeleide −1. Dat is inderdaad de richtingscoëfficiënt van de raaklijn in dat punt.
Deze methode van de differentiaal kan ook worden gebruikt voor impliciete functies van meer dan één veranderlijke, maar de methode is moeilijker uit te breiden naar afgeleiden van hogere orde. Dat kan wel met het zogenaamd 'rechtstreeks afleiden':

### Rechtstreeks afleiden
Bij een afgeleide wordt steeds een afhankelijke veranderlijke afgeleid naar een onafhankelijke. Als men bij een impliciete functie van één veranderlijke bijvoorbeeld {\displaystyle y} naar {\displaystyle x} wil afleiden, beschouwt men {\displaystyle y} dus als een functie van {\displaystyle x,} met als afgeleide {\displaystyle y'.} Als de impliciete functie
{\displaystyle f(x,y)=0}
naar {\displaystyle x} wordt afgeleid moet men er dus van uitgaan dat {\displaystyle y} zelf ook functie van die {\displaystyle x} is. Naar {\displaystyle x} afleiden levert dus:
{\displaystyle f'_{x}+f'_{y}\,y'=0}
en hieruit direct kan de afgeleide van {\displaystyle y} naar {\displaystyle x} verkregen worden.
Voor een impliciete functie van drie veranderlijken:
{\displaystyle f(x,y,z)=0}
kan men bijvoorbeeld de afgeleide van {\displaystyle x} naar {\displaystyle z} krijgen, door {\displaystyle x} als afhankelijke veranderlijke te beschouwen van {\displaystyle y} en {\displaystyle z,} en {\displaystyle y} en {\displaystyle z} als onafhankelijke. Afleiden naar {\displaystyle z} van bovenstaande betrekking levert dan:
{\displaystyle f'_{x}\,x'_{z}+f'_{z}=0}
en hieruit de gevraagde partiële afgeleide van {\displaystyle x} naar {\displaystyle z.}
Het voordeel van deze methode is de uitbreidbaarheid naar hogere orde afgeleiden. Om bij een impliciete functie van één veranderlijke de tweede orde afgeleide {\displaystyle {\frac {\mathrm {d} ^{2}y}{\mathrm {d} x^{2}}}} te bekomen zal men eerst rechtstreeks naar {\displaystyle x} afleiden, met {\displaystyle y} functie van {\displaystyle x} beschouwd zoals hierboven, en daarna die betrekking nog eens rechtstreeks naar {\displaystyle x} afleiden waarbij nu ook {\displaystyle y'} als functie van {\displaystyle x} wordt beschouwd. Dit geeft:
- Eerste keer rechtstreeks naar x afleiden

{\displaystyle f'_{x}+f'_{y}\,y'=0}
- Tweede keer:

{\displaystyle f''_{xx}+f''_{yx}\,y'+f'_{y}\,y''=0}
In deze betrekking kan {\displaystyle y'} gesubstitueerd worden, zodat {\displaystyle y''} verkregen wordt.
Voorbeeld
Voor de cirkel met straal {\displaystyle R}:
- Eerste keer rechtstreeks naar {\displaystyle x} afleiden (en de factor 2 wegdelen):

{\displaystyle x+yy'=0}
waaruit 
{\displaystyle y'=-x/y}
- Tweede keer rechtstreeks naar x afleiden

{\displaystyle 1+y'^{2}+y\,y''=0}
- Na substitutie

{\displaystyle y''=-{\frac {x^{2}+y^{2}}{y^{3}}}=-{\frac {R^{2}}{y^{3}}}}
De laatste gelijkheid is mogelijk omdat de punten waar deze afgeleiden berekend worden voldoen aan het voorschrift van de impliciete functie.